# Chelidonium herteli
Chelidonium herteli är en skalbaggsart som beskrevs av Cenek Podany 1974. Chelidonium herteli ingår i släktet Chelidonium och familjen långhorningar. Inga underarter finns listade i Catalogue of Life.